# アボラ

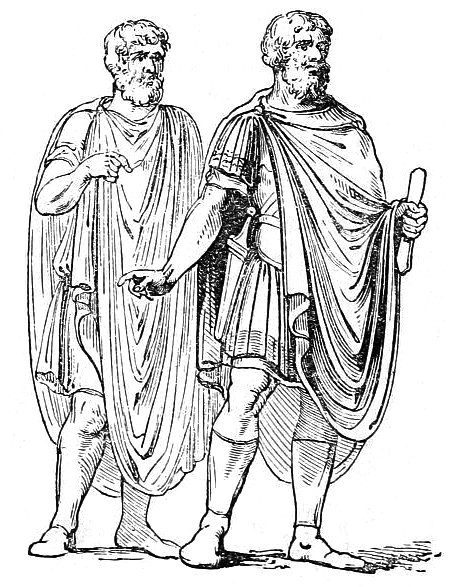
ローマのセプティミウス・セウェルスの凱旋門の浅浮き彫りに見える、アボラを着用したふたりの男性。

アボラ (abolla) は、古代ギリシアや古代ローマで用いられた、クロークに似た形状の衣服。男性が外套として着用した。

## 概要
アボラという言葉は、ゆったりとしたウールのクロークを意味した古代ギリシア語のアムボラ (ἀμβόλλα)、ないし、アナボレ (ἀναβολή) をラテン語化したものと考えられている。
ノニウス・マルセルスは、マルクス・テレンティウス・ウァロの記述を引用して、アボラが兵士の着用する衣服 (vestis militaris) であり、トガとは対照的なものだと述べている。
しかし、アボラの着用は軍人だけに限られていたわけではなく、市中においても用いられていた。農民なども、着用することがあったとされる。特に、ローマのストア派の哲学者たちは「哲学者の外套 (pallium philosophicum)」としてこれを用い、ギリシアの哲学者たちが他の人々とは異なる服装をまとったことに倣った。したがって、ユウェナリスが記した「アボラの大それた行ない (facinus majoris abollae)」という表現も、「哲学者の犯す罪」を意味するものと解される。
紀元40年、時のローマ皇帝カリグラは、マウレタニア属王プトレミーをローマに招いて暗殺したが、一説によると、その動機はプトレミーがまとっていた豪奢な紫色のアボラがカリグラの怒りを買ったためであったという。